# Bačka Palanka
Bačka Palanka (srp. Бачка Паланка; slovački: Báčska Palanka; mađarski: Bácspalánka; njemački: Plankenburg) je grad u autonomnoj pokrajini Vojvodini, Republika Srbija. Nalazi se u Južnobačkom okrugu. Po popisu iz 2011. godine ima 28.239 stanovnika.

## Zemljopisni položaj
Nalazi se u Republici Srbiji, AP Vojvodini u južnoj Bačkoj, na istočnoj obali rijeke Dunava, na 45,15° North, 19.24° East

## Sport
U gradu djeluje nogometni klub FK Bačka.

## Zanimljivosti
U Bačkoj Palanci je 2003. osnovano Društvo srpsko-hrvatskog prijateljstva. Sjedište je u Čelarevu.

## Poznate osobe
- Milan Janić, kanuist, jug. reprezentativac
- Stjepan Janić, kanuist, scg. i hrv. reprezentativac
- Nataša Janić, kanuistica, scg. i mađ. reprezentativka

## Gradovi prijatelji
- Považská Bystrica‎, Slovačka

## Vanjske poveznice
- (srp.) Službene stranice
- (srp.) Privredni portal  Arhivirana inačica izvorne stranice od 14. travnja 2009. (Wayback Machine)